# نظائر غشائيات الأجنحة
نظائر غشائيات الأجنحة أو غشائيات الأجنحة وأشباهها (الاسم العلمي:Hymenopterida) هي فوق رتبة من الحشرات تتبع تحت طائفة ثنائيات اللقمة.

## التصنيف
- غشائيات الأجنحة
  - غشائيات الأجنحة الجديدة
    - غشائيات الأجنحة الحقيقية
      - زنبوريات وأشباهها
        - النمليات
          - النملاوات الأحادية الخصر
            - نملاوية أحادية الخصر
              - نملة الحقل

          - النملاوات الثنائية الخصر
            - النملاوية الثنائية الخصر
              - النملة الشائعة

            - النملاوية النارية
              - النمل الناري
              - النملة الأحادية الأجزاء

          - البونيراوات
            - البونيراوية
              - البونيرة